# William A. Newell

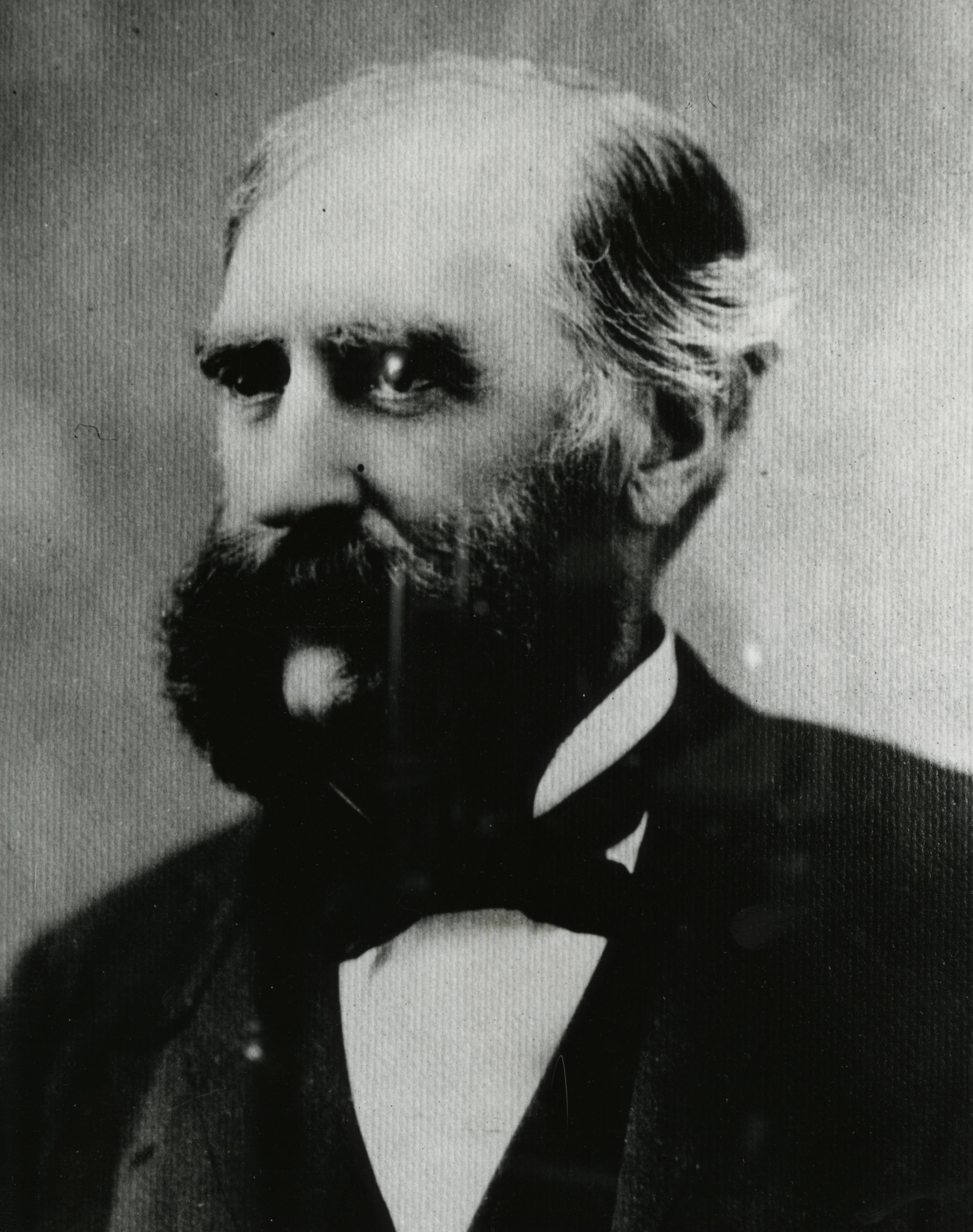
William A. Newell

William Augustus Newell, född 5 september 1817, död 8 augusti 1901, var en amerikansk läkare och politiker som var ledamot av USA:s representanthus och guvernör av delstaten New Jersey och territoriet Washington.
Han är kanske mest känd för, och var mest stolt över, Newell Act, en federal lag som skapade United States Life-Saving Service (en federal myndighet med grund i privata och lokala humanitära insatser för att rädda livet på skeppsbrutna sjömän och passagerare, som senare slogs ihop med Revenue Cutter Service och blev USA:s kustbevakning 1915).

## Tidigt liv
Newell föddes i Franklin, Ohio. Hans föräldrar kom från gamla New Jersey-familjer och flyttade tillbaka till New Jersey när han var två år gammal. Han tog examen från Rutgers College 1836 (ett bostadshus vid Cook College, agronominstitutionen vid det som nu är Rutgers University, har fått namn efter honom) och från University of Pennsylvania School of Medicine 1839.
Han började arbeta som läkare i Manahawkin, New Jersey, där han bodde, och var en av de lokala frivilliga som hjälpte skeppsbrutna i Barnegat Bay. Det var på grund av hans frustration över att se skepp fulla med passagerare gå under för att de frivilliga inte kunde nå fram till dem, som han för första gången började fundera över att skapa en livräddningstjänst.
Han flyttade senare till Allentown, New Jersey, där han sedan hade sin bostad resten av sin tid i New Jersey. Han var gift med Joanna Van Deursen.

## Politisk karriär

### USA:s kongress
Newell valdes för Whigpartiet till USA:s representanthus 1846 och tjänstgjorde i två mandatperioder, från den 4 mars 1847till den 3 mars 1851. Därefter ställde han inte upp till omval. Det var under sin första mandatperiod som han skrev Newell Act (se ovan). Enligt denna lag sattes en rad fyrar upp mellan Sandy Hook och Little Egg Harbor. Varje fyr var utrustad med en kanon som kunde skjuta ut en kapel till ett skepp för att bistå det vid räddningsoperationer. Raden av fyrar utökades från Long Island till Cape May. Sedan detta lett till att 200 passagerare och besättningsmän från den skotska briggen Ayrshire räddats till livet, förlängdes den till hela USA:s östkust.

### Guvernör
När Whig-partiet vittrade sönder, bestod oppositionen till Demokratiska partiet av det nya Amerikanska partiet (som också kallades Knownothings) och det framväxande Republikanska partiet. Det förra stod för att begränsa immigranters roll i politiken (framför allt irländska katoliker vid den tiden), medan det senare var motståndare till att utöka slaveriet till territorierna i väst. Dessa partier samarbetade i ett försök att besegra det mäktiga Demokratiska partiet. Eftersom Newell var en före detta Whig-partist som också var motståndare till att utöka slaveriet, nominerades han som kandidat till guvernör vid ett gemensamt konvent 1856. Han vann med bara litet drygt 3 000 röster över Demokraternas kandidat William C. Alexander, men Demokraterna vann flest platser i delstatens parlament. Han efterträdde Rodman M. Price som guvernör den 20 januari 1857.
Som guvernör arbetade Newell för lägre skatter och balanserad budget, förbättringar i skolsystemet, striktare naturaliseringsprocedurer, inskränkningar i rösträtten för naturaliserade medborgare och förbättringar i utbildning och livräddningssystem. Han arbetade också hårt med att ena de olika falangerna av oppositionen i New Jersey.
Newell var även ordförande för nämnden för benådningar, och sent under 1857 blev han inblandad i en betydande strid. James P. Donnelly, en medicinstudent från en irländsk familj i New York befanns skyldig till mordet på Alfred S. Moses och dömdes till döden i en domstol i Monmouth County. Detta blev snabbt en stor politisk fråga för de irländska katolikerna i New Jersey, eftersom Donnelly dömdes av en protestantisk domare och jury på vad de såg som tvivelaktiga bevis. Sedan Donnelly inte nått framgång med överklaganden, ansökte han om nåd för att omvandla straffet till livstids fängelse. Medan nämnden för benådningar röstade med siffrorna 6 mot 2 emot omvandlig av straffet, hävdade Newell att det hade varit lika röstsiffror och att han fällde avgörandet som ordförande till förmån för avrättning. Detta kom att bli betydelsefullt i Newells politiska karriär senare.
Han slutade som guvernör den 17 januari 1860 och efterträddes av Charles S. Olden.

### Efter tiden som guvernör
Newell deltog vid Republikanska nationella konventet 1860 och 1864. Abraham Lincoln utnämnde Newell till Life-Saving Service of New Jersey, en post som han hade till dess han återigen tog plats i USA:s representanthus i mars 1865. Han hade nominerats till valet 1864 och vann på ett program som stödde kriget. Han förlorade dock när han kandiderade till omval 1866, dels för sitt förflutna som stark motståndare till immigranter, dels för sin roll i Donelly-målet. Han återgick till att arbeta som läkare, och misslyckades med att bli nominerad inför valet 1868. Han blev nominerad till valet 1870, men förlorade valet. Han kandiderade till att bli guvernör igen 1877, men förlorade mot den populäre generalen från inbördeskriget George B. McClellan. Återigen var hans roll i Donnelly-målet en viktig fråga, särskilt i den irländskdominerade staden Jersey City.
År 1880 utnämnde president Rutherford B. Hayes Newell till guvernör för Washingtonterritoriet. Han stödde i mångt och mycket samma saker som när han hade varit guvernör i New Jersey: förstärka livräddningen vid Stilla havskusten, lägre skatter, och påtvingad integration av indianer. Han tjänstgjorde till 1884 och var sedan federal inspektör för förhållandena till indianerna i ett år. Han återupptog sedan läkaryrket, denna gång i Olympia, Washington, och stannade kvar där i fjorton år, till dess hans hustru avled. Sedan, år 1899, vid 82 års ålder, återvände han till Allentown och fortsatte arbeta som läkare där. Han tog också en aktiv roll i Monmouth County Historical Association. Han avled i Allentown 1901 och begravdes på Presbyterian Cemetery i Allentown.